# Den bevægede jord
Den bevægede jord er en dansk dokumentarfilm fra 2009 med instruktion og manuskript af Lars Becker-Larsen.

## Handling
Astronomen Nicolaus Kopernikus påstår i 1543, at Jorden ikke er verdens centrum, men en planet i kredsløb om Solen. En kættersk ide, der udfordrer kirken og ryster verdensordenen. I de følgende århundreder søger videnskabsmænd som Tycho Brahe, Johannes Kepler, Galileo Galilei og Isaac Newton indædt at afklare spørgsmålet. Tycho Brahes banebrydende opmålinger af stjernehimlen efterfølges af Keplers påvisning af planeters elliptiske baner, Galileis epokegørende kikkertobservationer fuldføres med Newtons teori om tyngdekraften. Det Kopernikanske verdensbillede tager form og naturvidenskaben bryder igennem i årene 1500-1700. Mange betaler en høj pris for deres visdom i kampen med den kristne kirke. I Italien brændes filosoffen Giordano Bruno på bålet for sine tanker om et uendeligt univers med andre solsystemer og Galilei idømmes livsvarig husarrest af inkvisitionen. Tycho Brahe falder i unåde, da et religiøst styre under kong Christian 4. tager magten i Danmark. I dag udforsker satellitter de yderste områder af solsystemet og med teleskoper iagttages netop det, som Bruno døde for, og først i 1992 beklager pave Johannes Paul 2. officielt processen mod Galilei.